# Janet Vaughan
Janet Maria Vaughan (18 octobre 1899 – 9 janvier 1993) est une médecin physiologiste et universitaire britannique. Elle est principale du Somerville College de 1945 à 1967.

## Biographie
Née à Clifton, Bristol, elle est la fille de William Wyamar Vaughan (en), cousin de Virginia Woolf et ancien directeur de la Rugby School.
Vaughan est éduquée à domicile puis à North Foreland Lodge, au Somerville College et à Oxford où elle étudie sous la supervision de Charles Sherrington et de J. B. S. Haldane.
Elle est principale du Somerville College de 1945 jusqu'à sa retraite en 1967. Elle a été principale alors que Margaret Roberts étudiait dans cette école, étudiante qui deviendra plus tard le premier ministre britannique Margaret Thatcher,.
Elle est faite dame commandeur de l'Empire britannique (DBE) en 1957 et elle est élue membre de la Royal Society en 1979.

## Vie personnelle
Elle s'est mariée avec David Gourlay, de la Wayfarers' Travel Agency, en 1930. Ils ont eu deux filles